# Acanthoprion suspectum
Acanthoprion suspectum är en insektsart som först beskrevs av Brunner von Wattenwyl 1895.  Acanthoprion suspectum ingår i släktet Acanthoprion och familjen vårtbitare. Inga underarter finns listade i Catalogue of Life.